# James Wheelock Ripley
James Wheelock Ripley (* 12. März 1786 in Hanover, New Hampshire; † 17. Juni 1835 in Fryeburg, Maine) war ein US-amerikanischer Politiker. Zwischen 1826 und 1830 vertrat er den Bundesstaat Maine im US-Repräsentantenhaus.

## Werdegang
James Ripley war der jüngere Bruder von Eleazer Wheelock Ripley (1782–1839), der zwischen 1835 und 1839 den Staat Louisiana im Kongress vertrat. Er besuchte die öffentlichen Schulen seiner Heimat und die Fryeburg Academy. Nach einem anschließenden Jurastudium und seiner Zulassung als Rechtsanwalt begann er in Fryeburg in seinem neuen Beruf zu praktizieren. Ripley diente auch als Soldat während des Britisch-Amerikanischen Krieges von 1812.
Neben seiner Tätigkeit als Anwalt begann Ripley auch eine politische Laufbahn. Zwischen 1814 und 1819 war er Abgeordneter im Repräsentantenhaus von Massachusetts. Dort vertrat er einen Wahlkreis im District of Maine, aus dem 1820 der Staat Maine entstand.  In den 1820er Jahren schloss sich Ripley dem späteren Präsidenten Andrew Jackson an. Nach der Gründung von dessen Demokratischer Partei wurde er deren Mitglied.
Nach dem Rücktritt des Kongressabgeordneten Enoch Lincoln wurde Ripley im fünften Wahlbezirk von Maine als dessen Nachfolger in das US-Repräsentantenhaus in Washington, D.C. gewählt. Dort trat er am 11. September 1826 sein neues Mandat an. Gleichzeitig wurde er auch für die folgende Legislaturperiode gewählt. Im Jahr 1828 schaffte er die erneute Wiederwahl. Damit konnte Ripley sein Mandat bis zu seinem Rücktritt am 12. März 1830 ausüben. Diese Zeit wurde von den heftigen Diskussionen zwischen seiner Partei sowie den Anhängern von John Quincy Adams und Henry Clay bestimmt. Seit dem Regierungsantritt von Präsident Jackson am 4. März 1829 war dessen Politik Gegenstand der Diskussionen im Kongress.
Nach seinem Rücktritt aus dem Repräsentantenhaus arbeitete James Ripley wieder als Rechtsanwalt. Von 1830 bis zu seinem Tod im Jahr 1835 war er Leiter der Zollbehörde im Passamaquoddy-Bezirk in Maine.